# AM-855
AM-855 je analgetik koji je kanabinoidni agonist. On je derivat Δ8Tetrahidrokanabinola sa konformaciono ograničenim bočnim lancom. AM-855 je agonist CB1 i CB2 sa umerenom selektivnošću za CB1, Ki od 22,3 nM na CB1 i 58,6 nM na CB2.